# Le Tambour (Rennes)
Le Tambour est une salle de spectacle située à Rennes, en France. Elle dépend de l'université Rennes-II, et est localisée sur le Campus de Villejean (Bâtiment O). Elle a été inaugurée en 1997, et dispose d'une capacité de 297 places.
L'espace est utilisé dans le cadre de formations pédagogiques offertes par l'université,, mais aussi pour des spectacles vivants, des projections, ainsi que des conférences, colloques, séminaires, cérémonies...

## Localisation
L'auditorium du Tambour se situe à proximité du Métro Villejean - Université.

## Histoire
Au cours des années 1990, sous la direction de Jean-Michel Lucas, ancien vice-président à Rennes 2 chargé de la culture, puis de son successeur Jean-Manuel De Queiroz, le Tambour a été le premier bâtiment d'une université à obtenir le financement du Ministère de la Culture. En 1996 est livré le nouveau bâtiment de la présidence (bâtiment P) de l'université de Rennes-II ainsi que le bâtiment du département de musique (bâtiment O). Le campus se dote ainsi avec « le Tambour » d'une nouvelle salle de spectacle au nom inspiré du roman éponyme de Günter Grass paru en 1959. Depuis son ouverture en 1997, d'autres associations culturelles se sont développées en son sein et de nombreux projets y ont vu le jour. On peut citer le festival Roulements de Tambour,,, le Festival Travelling, le principal festival cinématographique rennais, dont le Tambour a hébergé les premières éditions avant qu'il ne s'étende à l'ensemble de l'agglomération, la salle participe encore au festival en 2023,. L'association Clair Obscur y organisait régulièrement des projections jusqu'en 2013,.

## Architecture / Aménagement
Une arche de 41 mètres, relie le bâtiment O et la Présidence. Les deux bâtiments, inaugurés en 1997, ont été conçus par Jean-Luc Le Trionnaire et Alain Tassot (Rennes), Pierre Pacault et Jacques Colin (agence Arcature, La Rochelle). Le bâtiment O accueille les usagés du département Musique et du CFMI, et est doté d'un centre de documentation, studio et salle d'informatique musicale, salles de cours et de répétitions, amphithéâtre, studio d'enregistrement. En plus de l'auditorium du Tambour, cet espace abrite les locaux du service culturel.

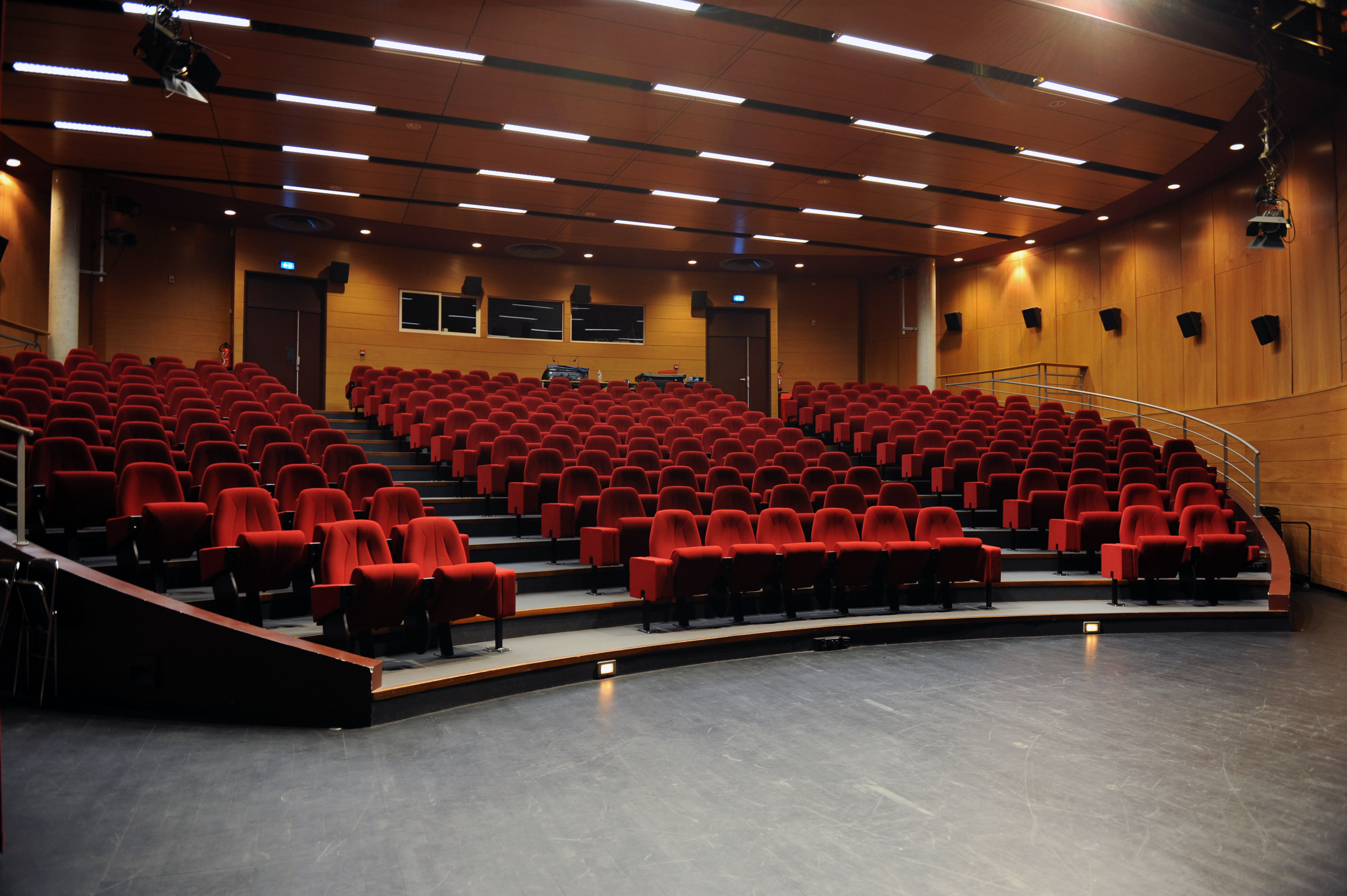
La salle
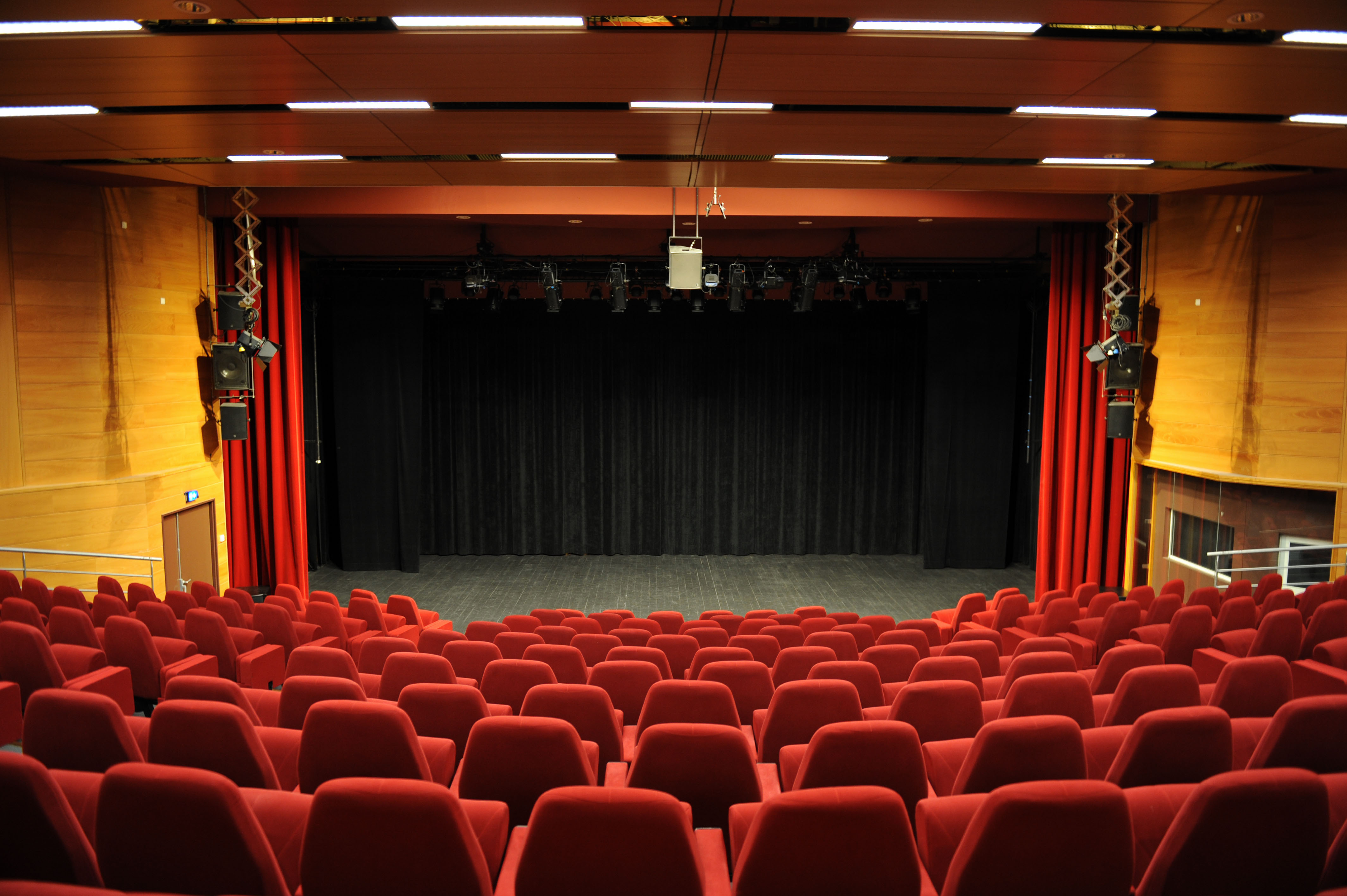
La scène
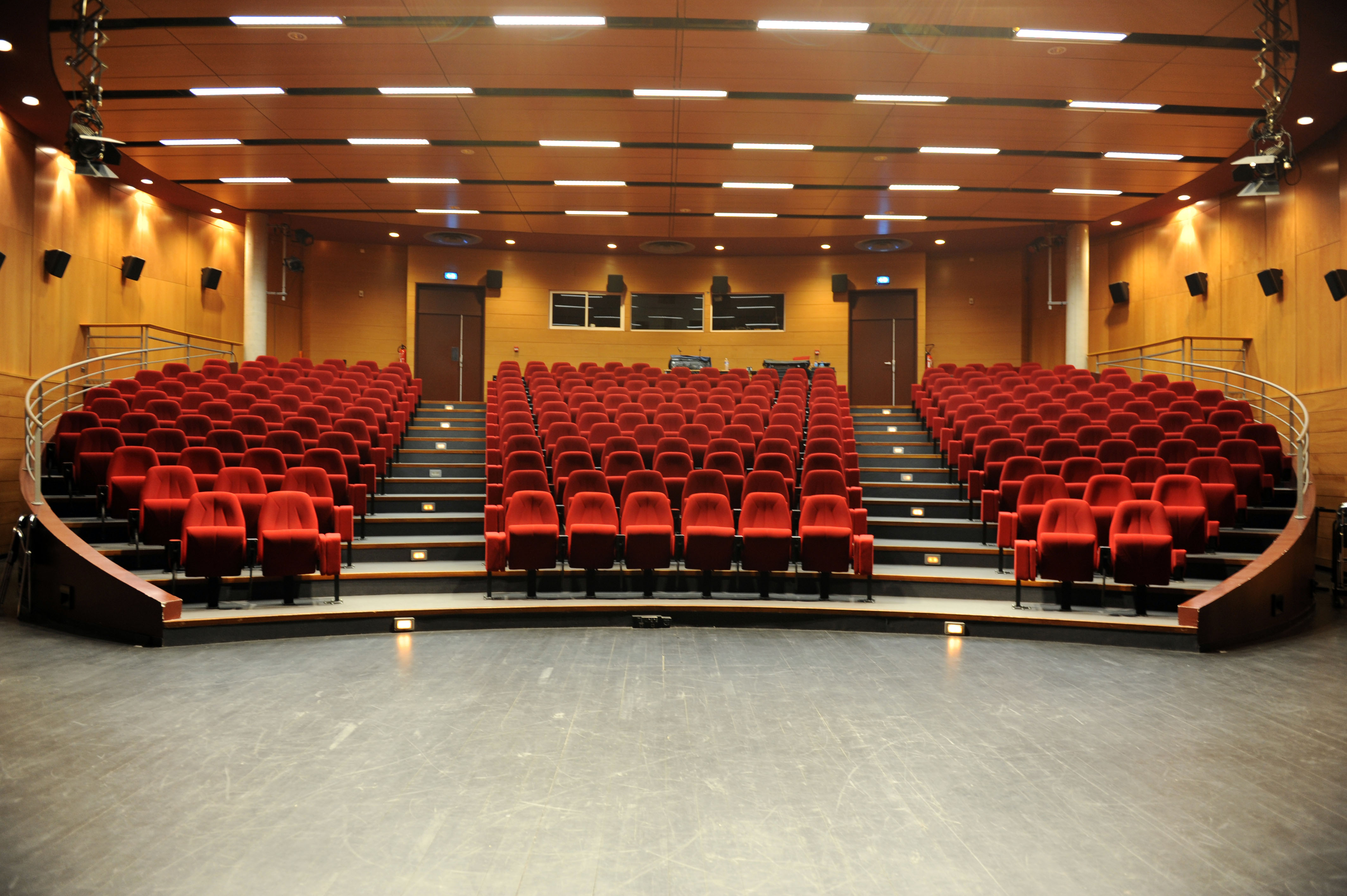
La salle
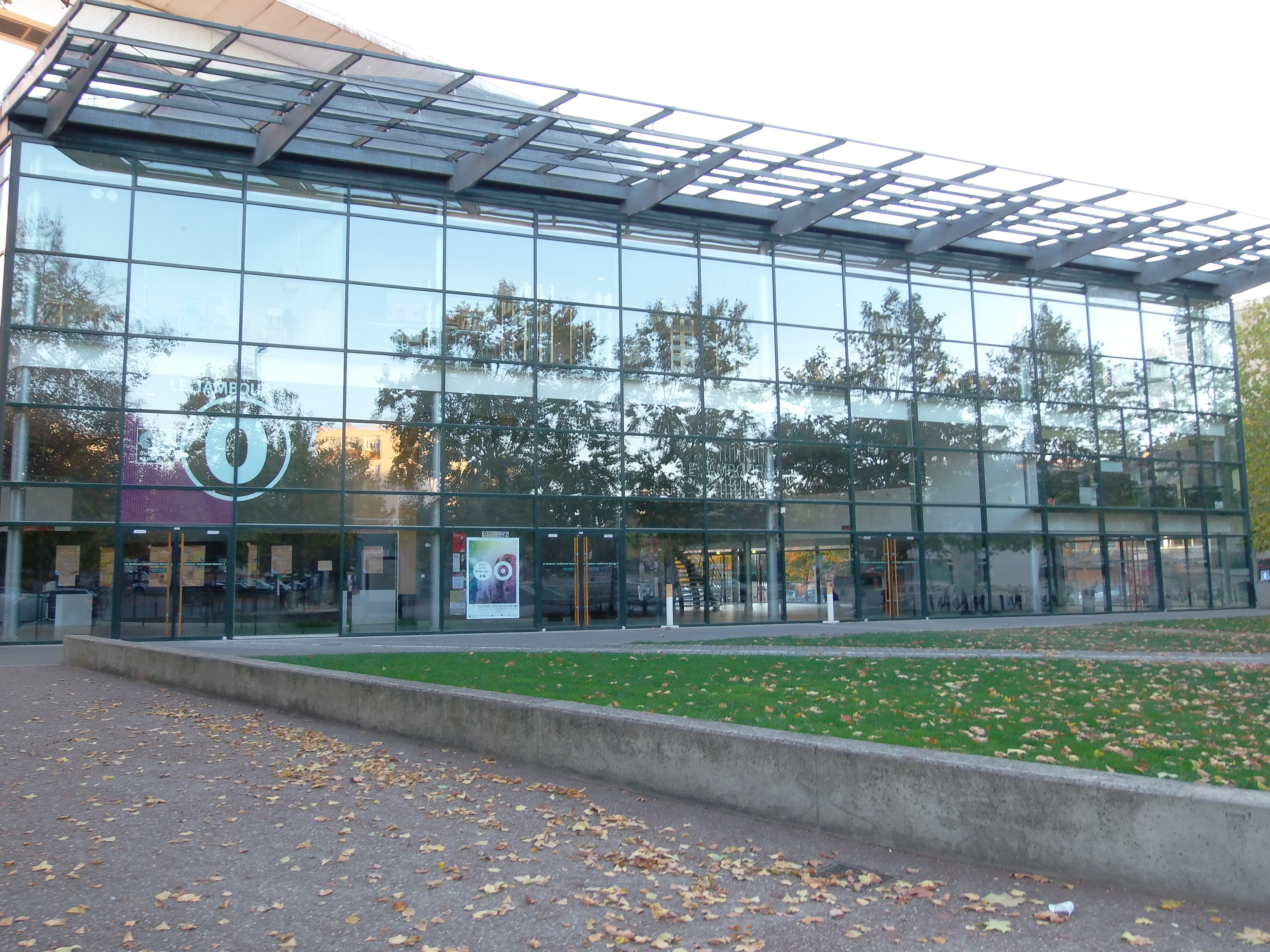
Bâtiment O (ext)
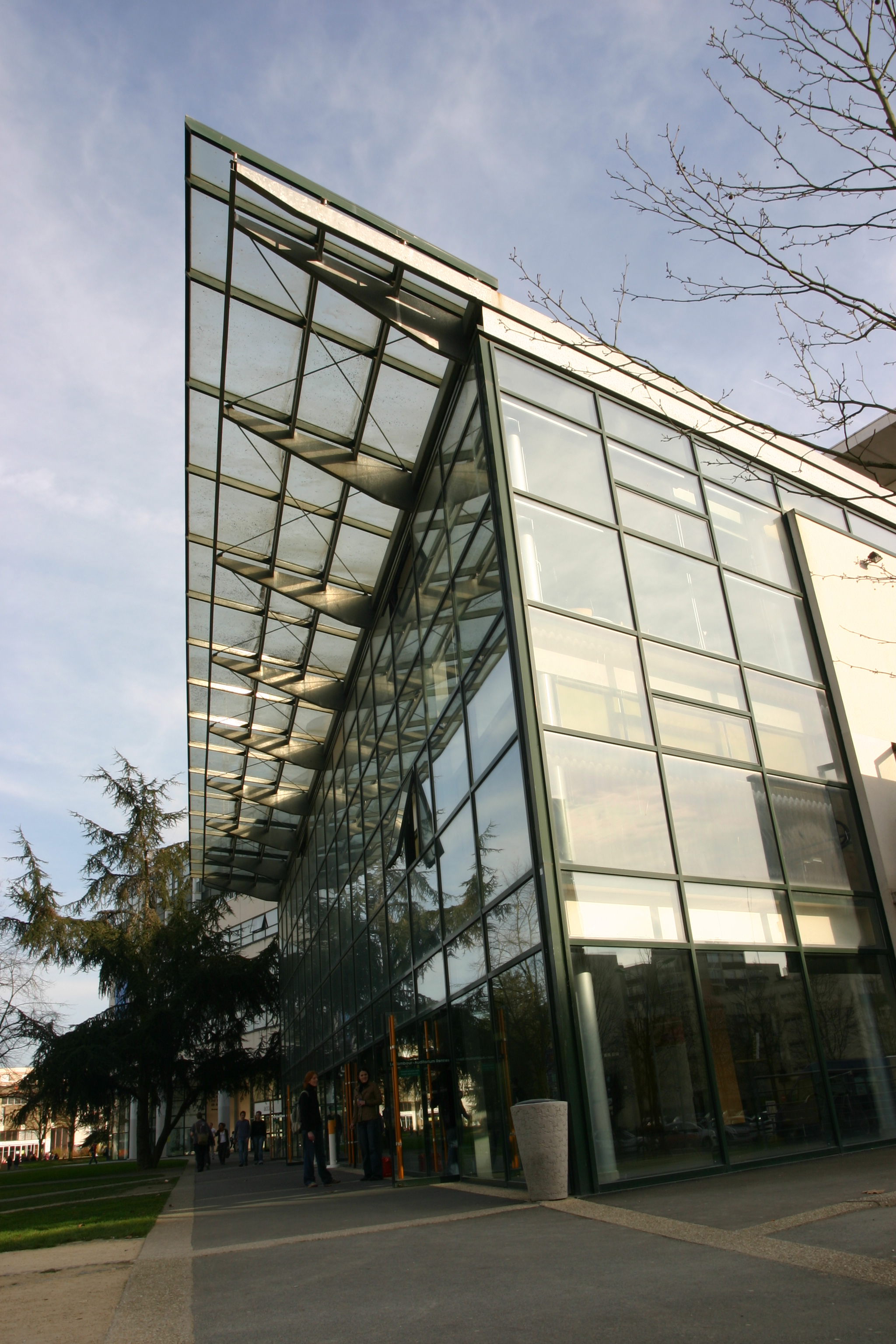
Le Tambour, bâtiment O

## Exploitation
Dépendant du service culturel de l'université Rennes-II, le Tambour accueille une programmation de concerts, de spectacles vivants, de conférences et de projection en accord avec la politique culturelle de l'université. Le CREA (Centre de ressources et d’études audiovisuelles de l’université) assure la direction technique et l'exploitation du Tambour, salle équipée de systèmes complets en sonorisation, éclairage et projection. 

### Ciné-club
Durant l'année universitaire, le Tambour accueille également un ciné-club (le Ciné Tambour) dont la programmation est effectuée par des étudiants en cinéma de l'université. Deux séances sont proposées chaque mercredi soir à 18h et 20h30,,. Le ciné-club remplit des missions pédagogiques mais aussi culturelles. En son sein sont organisés des ciné-concerts, des rencontres avec des réalisateurs et des chercheurs comme Jean-Pierre Berthomé, des partenariats avec des festivals comme Travelling ou le Festival Des 3 Continents,, ou bien avec des galeries d'arts. Pour Priska Morrisey « l'objectif [du ciné-tambour] est de donner aux étudiants l'occasion de voir des films dans le cadre et les conditions dans lesquels ils ont été pensés ».